# Jiggs and Maggie Out West
Jiggs and Maggie Out West è un film del 1950 diretto da William Beaudine.
È una commedia statunitense con Joe Yule, Renie Riano e George McManus. È basato sulla striscia a fumetti Arcibaldo e Petronilla (Bringing Up Father) creata da George McManus.

## Produzione
Il film, diretto da William Beaudine su una sceneggiatura di Barney Gerard e Adele Buffington e un soggetto di Edward F. Cline e dello stesso Gerard, fu prodotto da Gerard per la Monogram Pictures e girato nel Monogram Ranch a Newhall, California, da metà gennaio all'inizio di febbraio 1950.

## Distribuzione
Il film fu distribuito negli Stati Uniti dal 23 aprile 1950 al cinema dalla Monogram Pictures.
Altre distribuzioni:
- in Finlandia il 27 aprile 1951 (Vihtori ja Klaara Villissä Lännessä)
- nel Regno Unito nel 1950 dalla Pathé Pictures International

## Promozione
Le tagline sono:
- THE RANGE is ROARING...with LAUGHTER!
- Maggie's panning for gold...with the funniest pan this side of Death Valley!
- IT'S SIX-GUN vs, ROLLING PIN...when Maggie tackles the toughest town on the rip-roarin' riotous range
- Maggie starts the goofiest gold rush in the wild and whacky west!